# Maria Stepanova
Maria Aleksandrovna Stepanova (Russisch: Мария Александровна Степанова) (Sjpakovskoje, District Sjpakovski, Kraj Stavropol, 23 februari 1979) is een Russisch professioneel basketbalspeelster die voor het nationaal team van Rusland speelde.

## Carrière
Stepanova begon haar carrière bij Volna Sint-Petersburg in 1994. In 1995 ging ze naar stadgenoot Force-Majeure Sint-Petersburg. In 1996 ging ze spelen bij CSKA Moskou. Na een paar jaar in het buitenland te hebben gespeeld, kwam ze via CSKA Moskou bij UMMC Jekaterinenburg te spelen. Vanwege een blessure die ze had opgelopen tijdens de wedstrijd van de Finale Eight in de  EuroLeague Women in 2012 tegen Sparta&K Oblast Moskou Vidnoje, deed Stepanova niet mee aan de Olympische Spelen van 2012. Met UMMC werd ze zeven keer Landskampioen van Rusland in 2009, 2010, 2011, 2012, 2013, 2014 en 2015. Ook werd ze zes keer Bekerwinnaar van Rusland in 2009, 2010, 2011, 2012, 2013 en 2014. Stepanova stond met UMMC in de finale van de EuroLeague Women in 2013. Ze wonnen van Fenerbahçe uit Turkije met 82-56. Ook behaald ze in 2015 de finale om de EuroLeague Women. Ze moet die finale vanaf de bank toekijken vanwege een blessure. UMMC verliest van ZVVZ USK Praag uit Tsjechië met 68-72.
Op 1 mei 2015 maakte de directeur van UMMC bekend dat Maria haar loopbaan had voltooid.
In de Verenigde Staten speelde ze voor de Phoenix Mercury in de WNBA. Met haar lengte van twee meter drie is ze de op een na langste speelster in de league samen met Katie Feenstra, Zheng Haixia en Lindsay Taylor. Alleen Margo Dydek, met haar twee meter achttien, is langer. Ze heeft schoenmaat 48. Ze was lange tijd de langste speelster van het nationale team van Rusland maar Jekaterina Lisina is nu de langste speelster. Heeft ook verschillende onderscheidingen gekregen waaronder de Medaille voor het dienen van het Moederland en Meester in de sport van Rusland.

## Erelijst
- Landskampioen Rusland: 11
  - Winnaar: 1997, 2004, 2005, 2006, 2009, 2010, 2011, 2012, 2013, 2014, 2015
  - Tweede: 1998, 2007, 2008
- Bekerwinnaar Rusland: 10
  - Winnaar: 2004, 2006, 2007, 2008, 2009, 2010, 2011, 2012, 2013, 2014
  - Runner-up: 2005
- EuroLeague Women: 2
  - Winnaar: 2005, 2013
  - Runner-up: 2006, 2015
- FIBA Women's World League: 3
  - Winnaar: 2004, 2005, 2007
- Olympische Spelen:
  - Brons: 2004, 2008
- Wereldkampioenschap:
  - Zilver: 1998, 2006
- Europees Kampioenschap: 3
  - Goud: 2003, 2007, 2011
  - Zilver: 2001, 2005, 2009
  - Brons: 1999